# Verein Deutscher Eisenbahnverwaltungen
Der Verein Deutscher Eisenbahnverwaltungen (VDEV) ging 1847 aus dem am 10. November 1846 gegründeten Verband der preußischen Eisenbahnen hervor, der als Vereinigung von zehn preußischen Eisenbahnverwaltungen gegründet worden war, um durch eine Normung der Betriebsmittel, Ausrüstungen und Vorschriften den Eisenbahnbetrieb zwischen den einzelnen Verwaltungen zu vereinfachen. Der Verein war auch maßgeblich an der Einführung des metrischen Systems, des einheitlichen Münzwesens und der Standardzeit beteiligt. Ab 1932 firmierte er als Verein Mitteleuropäischer Eisenbahnverwaltungen VMEV.

## Die Idee
In der Frühzeit der Entwicklung des neuen Verkehrsmittels Eisenbahn gab es bis auf die allen Bahnen (ausgenommen die Großherzoglich Badische Bahn) gemeinsame Spurweite nur wenige Gemeinsamkeiten in der technischen Ausstattung und Konzeption. Jede der Bahngesellschaften suchte und fand für sich eigene Vorgaben für Kupplungen, Puffer, Lichtraumprofil, Bremsen und anderes. Der Transport von Personen und Waren von einer Bahngesellschaft zur anderen fand ausschließlich durch Umsteigen bzw. Umladen in den Grenzbahnhöfen statt.
Mit dem fortschreitenden Ausbau des Eisenbahnnetzes kam es immer häufiger zur Notwendigkeit, den Übergang von Wagen einer Bahngesellschaft auf eine andere zu ermöglichen. Es wurden also gemeinschaftliche Grundlagen für den technischen Betrieb gesucht.
Der Nationalökonom Friedrich List machte 1836 in seinem 1835 in Leipzig gegründeten Eisenbahn-Journal den damals bestehenden Komitees und Verwaltungen deutscher Eisenbahnen den Vorschlag einer Vereinigung sämtlicher deutscher Eisenbahnverwaltungen zum Zweck des Austauschs der Erfahrungen aus dem Betrieb und der Information über alle Erfindungen und Verbesserungen des Eisenbahnwesens.

## Die Gründung
Die Idee von Friedrich List wurde von Franz George Friedrich Rhades übernommen. Er verstand es, die Verwaltung der Berlin-Stettiner Eisenbahn – der er als Vorsitzender des Verwaltungsrats vorstand – für die Idee zu begeistern. So kamen auf Einladung der Berlin-Stettiner Eisenbahn im November 1846 in Berlin die Deputierten von zehn Eisenbahndirektionen zusammen und gründeten den Verband der Preussischen Eisenbahn-Directionen.
Gründungsmitglieder waren die Berlin-Anhalter Bahn, die Berlin-Hamburger Bahn, die Berlin-Potsdam-Magdeburger Bahn, die Berlin-Stettiner Bahn, die Breslau-Schweidnitz-Freiburger Bahn, die Bergisch-Märkische Bahn, die Düsseldorf-Elberfelder Bahn, die Magdeburg-Leipziger Bahn, die Oberschlesische Bahn und die Rheinische Bahn.

## Der Verein
Der Verein gab sich zunächst eine sehr einfach gehaltene Verfassung, welche in ihren Bestimmungen lange Zeit gleich blieb. Gemäß dem Vereinszweck „durch gemeinsame Beratungen und einmütiges Handeln das eigene Interesse und dasjenige des Publikums zu fördern“ umfasste das Arbeitsgebiet alle Themen, die von einer der Mitgliedsgesellschaften zur Beratung innerhalb des Vereins benannt wurden.

### Organe des Vereins

#### Die Mitglieder
Neben den schon benannten Gründungsmitgliedern beantragten nach und nach weitere Gesellschaften die Mitgliedschaft. Zu Beginn war die mögliche Mitgliedschaft daran gekoppelt, dass die beantragende Gesellschaft innerhalb des preußischen Staatsgebiets ihr Domizil hatte. Dieses Vereinsgebiet erweiterte man auf Antrag der Köln-Mindener Eisenbahn in der Generalversammlung von 1847 – die vom 28. bis 29. Juni in Köln stattfand – auf alle Eisenbahnen Deutschlands. Danach wurden die Eisenbahnen der österreichisch-ungarischen Monarchie Mitglied, und es entstand damit der erste internationale Eisenbahnverband.
Auf der 1858 in Triest stattfindenden Versammlung wurde der Beschluss so erweitert, dass nunmehr alle Eisenbahnverwaltungen dem Verein beitreten konnten, die ihren Sitz in einem dem Deutschen Bund angehörenden Land hatten. Auf einer weiteren Generalversammlung wurde 1861 in Köln der Beschluss gefasst, dass es der Generalversammlung des Vereins vorbehalten bleibe, auch solche nicht deutschen Eisenbahnverwaltungen aufzunehmen, welche zu einer deutschen Bahn im gegenseitigen direkten Transportverkehr stehen.
Zunächst hatte jedes der Mitglieder eine Stimme. Alle Beschlüsse über die Aufnahme neuer Mitglieder mussten einstimmig getroffen werden. Mit dem Wachsen der Gesellschaft zeigte es sich, dass diese Form der Beschlussfassung nicht mehr die Gewichtung der einzelnen, unterschiedlich großen Gesellschaften widerspiegelte. In der Nürnberger Generalversammlung von 1851 wurde ein Stimmenschlüssel entworfen, der sich an der Länge der Bahnen orientierte.
| Stimmenschlüssel des VDEV                    | Stimmenschlüssel des VDEV | Stimmenschlüssel des VDEV | Stimmenschlüssel des VDEV |
| Länge (in Meilen)                            | von                       | bis                       | Anzahl Stimmen            |
| -------------------------------------------- | ------------------------- | ------------------------- | ------------------------- |
|                                              | 0                         | 10                        | eine                      |
|                                              | 10                        | 30                        | zwei                      |
|                                              | 30                        | 60                        | drei                      |
|                                              | 60                        | 100                       | vier                      |
|                                              | 100                       | 150                       | fünf                      |
| je weitere angefangene 50 Meilen eine Stimme |                           |                           |                           |

Für die Aufnahme eines neuen Mitglieds aus dem Kerngebiet des Vereins bedurfte es nur noch der einfachen Mehrheit der stimmberechtigten Mitglieder. Für die Aufnahme eines neuen Mitglieds, dessen Sitz nicht im Kerngebiet des Vereins lag, sondern das nur in direktem Transportverkehr zu einer der Gesellschaften des Vereins stand, bedurfte es nach wie vor der Einstimmigkeit aller Vereins-Mitglieder.

#### Die Geschäftsführende Direktion
Die Leitung der Geschäfte des Vereins wurde einer Geschäftsführenden Direktion übertragen. Diese wurde auf zwei Jahre gewählt. In der Gründungsversammlung wurde diese Aufgabe der Direktion der Berlin-Stettiner Bahn und ihrem Direktor Franz George Friedrich Rhades übertragen. Die geschäftsführende Direktion war zuständig für die Abwicklung der Beschlüsse, der Organisation der Versammlungen und der Verwaltung der Mitglieder.

#### Die Generalversammlung
In der Generalversammlung – später auch Vereinsversammlung genannt – wurde Beschlüsse über die beratenen Themen nach dem Mehrheitsprinzip gefasst wurden oder an „ad hoc“ benannte Ausschüssen zur Vorbereitung einer Beschlussfassung verwiesen. Bei der Beschlussfassung hatte jede der beteiligten Gesellschaften zunächst eine Stimme. In der Nürnberger Generalversammlung von 1851 wurde ein neuer Stimmenschlüssel entworfen, der sich an der Länge der Bahnen orientierte (siehe Abschnitt Mitglieder).
Die Generalversammlung fand einmal jährlich statt. Dabei wurde der Versammlungsort stets gewechselt. Durch Beschlüsse auf der Generalversammlung in Hannover (9. und 10. August 1864) wurde festgelegt, dass die Generalversammlung nur noch alle zwei Jahre stattfinden soll.

#### Die Kommissionen
Schon von Beginn an gab es Fachkommissionen, welche spezifische Themen zur Entschlussfassung für die Generalversammlung vorbereiteten. Auf der Stuttgarter Generalversammlung von 1852 wurde festgelegt, dass sich die geschäftsführende Direktion nur noch auf die erforderliche Abwicklung der Geschäfte zu beschränken habe und ihr für die Vorbereitung der Beschlussfassung feststehende Kommissionen zugeordnet werden. Dies sind
1. die Verfassungs-Kommission
2. die Kommission für die Angelegenheiten des Personenverkehrs
3. die Kommission für das Vereins-Güter-Reglement und sonstige Angelegenheiten des Güterverkehrs
4. die Kommission für die Statistik der Güterbewegung auf den Eisenbahnen
5. die Kommission für das Vereins-Wagen-Regulativ
6. die Technische Kommission
7. die Kommission für die Zollamtliche Behandlung der Eisenbahntransporte
8. die Kommission für die Invaliditäts- und Sterblichkeits-Statistik
9. die Vereinskarten Prüfungs-Kommission
10. die Vereinskarten Revisions-Kommission
11. die Kommission für Revision des Vereinskarten-Reglements
12. die Redaktions-Kommission für die Vereinszeitung

Der Geschäftsführenden Direktion blieb es aber weiterhin unbenommen, zu Sachthemen gesonderte Kommissionen einzusetzen. Jede der Verwaltungen hatte dazu ein Vorschlagsrecht.

## Die weitere Entwicklung
Während zum Zeitpunkt der Gründung das Wirkungsgebiet des Vereins mit dem Gebiet der Gesamtheit der preußischen Eisenbahnen umschrieben wurde, erweiterte man dies bereits mit der Generalversammlung von 1847 – die vom 28. bis 29. Juni in Köln stattfand – auf alle Eisenbahnen Deutschlands. Dieser Beschluss wurde 1858 auf der Versammlung in Triest so erweitert, dass nunmehr alle Eisenbahnverwaltungen dem Verein beitreten konnten, die ihren Sitz in einem dem Deutschen Bund angehörenden Land hatten. Auf einer weiteren Generalversammlung wurde 1861 in Köln der Beschluss gefasst, dass es der Generalversammlung des Vereins vorbehalten bleibe, auch solche nicht deutschen Eisenbahnverwaltungen aufzunehmen, welche zu einer deutschen Bahn im gegenseitigen direkten Transportverkehr stehen.
Das Wachstum des Vereins war beachtlich. Bereits 1850 hatte er 48 Mitglieder (44 in Ländern des späteren Deutschen Reichs sowie vier 4 österreichische und ungarische). Im Juli 1870 zählte man bereits 77 Eisenbahnverwaltungen mit einer gesamten Streckenlänge von 29.479 km zu den Mitgliedern.
Die politischen Ereignisse von 1866 und 1871 hatten auf den Umfang des Vereins keinen besonderen Einfluss. Sie führten dazu, dass man das engere Vereinsgebiet nach Gründung des Deutschen Reiches zusätzlich um die Gebiete der österreichisch-ungarischen Monarchie, des Königreichs der Niederlande und des Großherzogtums Luxemburg erweiterte. Auch die drei belgischen Gesellschaften Grand Central Belge, Chemin de fer de Chimay und Chemin de fer de Liège à Maestricht et ses extensions sowie die Rumänische Staatsbahn und die Warschau-Wiener Eisenbahn wurden Mitglied des Vereins.
Die 1884 in Altösterreich institutionalisierten k.k. Staatsbahnen (kkStB) wurden Mitglied des Vereins. Das Vereinsnetz erreichte seine größte Ausdehnung 1919 mit 111.500 km; in der Folge reduzierte es sich durch den Austritt ehemals altösterreichischer Bahnen.
| Statistik zur Entwicklung des Vereinsnetzes | Statistik zur Entwicklung des Vereinsnetzes                                                | Statistik zur Entwicklung des Vereinsnetzes                                            | Statistik zur Entwicklung des Vereinsnetzes                                            | Statistik zur Entwicklung des Vereinsnetzes                                            | Statistik zur Entwicklung des Vereinsnetzes                                            | Statistik zur Entwicklung des Vereinsnetzes                                            | Statistik zur Entwicklung des Vereinsnetzes                                            | Statistik zur Entwicklung des Vereinsnetzes                                            | Statistik zur Entwicklung des Vereinsnetzes                                            | Statistik zur Entwicklung des Vereinsnetzes                                            |
|                                             | Gruppe A deutsche Verwaltungen                                                             | Gruppe A deutsche Verwaltungen                                                         | Gruppe B österreichische und ungarische Verwaltungen                                   | Gruppe B österreichische und ungarische Verwaltungen                                   | Gruppe C niederländische und luxemburgische Verwaltungen                               | Gruppe C niederländische und luxemburgische Verwaltungen                               | Gruppe D Andere Verwaltungen                                                           | Gruppe D Andere Verwaltungen                                                           | Insgesamt                                                                              | Insgesamt                                                                              |
|                                             | Zahl der Verwaltungen                                                                      | Länge des Bahnnetzes in km                                                             | Zahl der Verwaltungen                                                                  | Länge des Bahnnetzes in km                                                             | Zahl der Verwaltungen                                                                  | Länge des Bahnnetzes in km                                                             | Zahl der Verwaltungen                                                                  | Länge des Bahnnetzes in km                                                             | Zahl der Verwaltungen                                                                  | Länge des Bahnnetzes in km                                                             |
| ------------------------------------------- | ------------------------------------------------------------------------------------------ | -------------------------------------------------------------------------------------- | -------------------------------------------------------------------------------------- | -------------------------------------------------------------------------------------- | -------------------------------------------------------------------------------------- | -------------------------------------------------------------------------------------- | -------------------------------------------------------------------------------------- | -------------------------------------------------------------------------------------- | -------------------------------------------------------------------------------------- | -------------------------------------------------------------------------------------- |
| 1880                                        | 53                                                                                         | 33.670                                                                                 | 38                                                                                     | 18.602                                                                                 | 6                                                                                      | 2.013                                                                                  | 5                                                                                      | 2.133                                                                                  | 102                                                                                    | 56.508                                                                                 |
| 1890                                        | 41                                                                                         | 41.224                                                                                 | 21                                                                                     | 25.693                                                                                 | 6                                                                                      | 2.852                                                                                  | 5                                                                                      | 3.574                                                                                  | 75                                                                                     | 73.343                                                                                 |
| 1890                                        | (6)                                                                                        | (101)                                                                                  |                                                                                        |                                                                                        |                                                                                        |                                                                                        |                                                                                        |                                                                                        | [81]                                                                                   | [73.444]                                                                               |
| 1900                                        | 45                                                                                         | 48.643                                                                                 | 21                                                                                     | 34.815                                                                                 | 5                                                                                      | 2.982                                                                                  | 3                                                                                      | 3.603                                                                                  | 74                                                                                     | 90.043                                                                                 |
| 1900                                        | (15)                                                                                       | (974)                                                                                  |                                                                                        |                                                                                        |                                                                                        |                                                                                        |                                                                                        |                                                                                        | [89]                                                                                   | [91.017]                                                                               |
| 1910                                        | 40                                                                                         | 57.248                                                                                 | 15                                                                                     | 41.184                                                                                 | 5                                                                                      | 3.390                                                                                  | 3                                                                                      | 3.630                                                                                  | 63                                                                                     | 105.542                                                                                |
| 1910                                        | (20)                                                                                       | (1.493)                                                                                |                                                                                        |                                                                                        |                                                                                        |                                                                                        |                                                                                        |                                                                                        | [83]                                                                                   | [106.945]                                                                              |
| 1914                                        | 42                                                                                         | 60.566                                                                                 | 15                                                                                     | 43.298                                                                                 | 5                                                                                      | 3.555                                                                                  | 3                                                                                      | 4.082                                                                                  | 65                                                                                     | 111.501                                                                                |
| 1914                                        | (25)                                                                                       | (1.675)                                                                                | (2)                                                                                    | (102)                                                                                  |                                                                                        |                                                                                        |                                                                                        |                                                                                        | [92]                                                                                   | [113.278]                                                                              |
| Legende:                                    | die in ( ) stehenden Zahlen sind die Angaben für die dem Verein angeschlossenen Bahnen     | die in ( ) stehenden Zahlen sind die Angaben für die dem Verein angeschlossenen Bahnen | die in ( ) stehenden Zahlen sind die Angaben für die dem Verein angeschlossenen Bahnen | die in ( ) stehenden Zahlen sind die Angaben für die dem Verein angeschlossenen Bahnen | die in ( ) stehenden Zahlen sind die Angaben für die dem Verein angeschlossenen Bahnen | die in ( ) stehenden Zahlen sind die Angaben für die dem Verein angeschlossenen Bahnen | die in ( ) stehenden Zahlen sind die Angaben für die dem Verein angeschlossenen Bahnen | die in ( ) stehenden Zahlen sind die Angaben für die dem Verein angeschlossenen Bahnen | die in ( ) stehenden Zahlen sind die Angaben für die dem Verein angeschlossenen Bahnen | die in ( ) stehenden Zahlen sind die Angaben für die dem Verein angeschlossenen Bahnen |
|                                             | die in [ ] stehenden Zahlen sind die Angaben für Vereinsmitglieder + angeschlossene Bahnen |                                                                                        |                                                                                        |                                                                                        |                                                                                        |                                                                                        |                                                                                        |                                                                                        |                                                                                        |                                                                                        |

## Die Fachzeitschriften des Vereins

### Die Zeitung des Vereins
In den Anfangsjahren von 1847 bis 1860 diente dem Verein die von den technischen Mitgliedern der Württembergischen Eisenbahnverwaltung Karl Etzel und Ludwig Klein in Stuttgart herausgegebene „Eisenbahnzeitung“ als Plattform für alle Veröffentlichungen und Mitteilungen. Die Generalversammlung beschloss 1860 die Gründung einer eigenen Zeitung mit dem Namen „Zeitung des Vereins Deutscher Eisenbahn-Verwaltungen“, welche zunächst im Selbstverlag bei J.C. Hinrich in Leipzig erschien. 1876 wechselte der Erscheinungsort nach Berlin, 1898 wurde der Verlag Julius Springer der Herausgeber. Die Zeitung erschien zweimal wöchentlich.
In der Zeitung veröffentlichte die geschäftsführende Verwaltung alle Mitteilungen über Vereinsangelegenheiten. Sie diente außerdem allen Vereinsverwaltungen zur Veröffentlichung ihrer Tarif- und sonstigen Bekanntmachungen. Die Kosten der Zeitung – welche um 1910 eine Auflage von ca. 8000 Stück hatte – wurden, soweit sie nicht durch Einnahmen aus Privatanzeigen sowie durch Verkäufe an Nichtmitglieder gedeckt wurden, von der Vereinskasse getragen.

### Organ für die Fortschritte des Eisenbahnwesens
Nachdem man erkannte, dass die Vereinszeitung nicht genügend Raum für Berichte über die technischen Fortschritte bot, beschloss die Generalversammlung 1862 das von E. Heusinger v. Waldegg gegründete Organ für die Fortschritte des Eisenbahnwesens in technischer Beziehung als technisches Fachblatt mitzubenutzen, es erhielt daraufhin den Untertitel Organ des Vereines deutscher Eisenbahnverwaltungen (ab 1923 Organ des Vereins deutscher Eisenbahnverwaltungen). 1906 wurde beschlossen, das Organ zum eigentlichen technischen Fachblatt des Vereins zu machen. Seit dem 1. Januar 1907 erschien das Organ im Auftrag des Vereins in 24 jährlichen Halbmonatsschriften.

### Herausgeber
- Walter Ledig: 1898/99
- Otto von Mühlenfels: von 1899 bis 1918 (†)
- Ludwig von Stockert: von 1918 bis 1921
- Alexander Koch: 1922
- Gustav von Schaewen: 1923/24
- Alexander Wulff: von 1924 bis 1931

## Wissenswert
Bereits seit den 1920er Jahren gab es eine Kooperation zwischen der Deutschen Reichsbahn und der Luft Hansa beim Personen- und Gepäcktransport. 1930 wurde die Luft Hansa Mitglied im Verein Deutscher Eisenbahnverwaltungen.